# Buchenavia oxycarpa
Buchenavia oxycarpa là một loài thực vật có hoa trong họ Trâm bầu. Loài này được (Mart.) Eichler mô tả khoa học đầu tiên năm 1866.